# Абрагамовська-Грицко-Кібюк Стефанія Степанівна
Стефа́нія Степа́нівна Абрагамо́вська-Грицко́-Кібю́к (англ. Stefania Abrahamowska-Hrytsko; 15 травня 1897, Микулинці — 24 березня 1982, Вайтстаун) — американська громадська діячка українського походження; почесна членкиня «Союзу українок Америки» з 1950 року. Піонер українського жіночого руху в Сполучених Штатах Америки.

## Життєпис
Народилася 15 травня 1897 року у містечку Микулинцях (нині селище в Тернопільському районі Тернопільської області, Україна) в сім'ї громадського діяча Степана Абрагамовського.
До Сполучених Штатів Америки прибула у 1913 році і до 1950 року мешкала у Нью-Йорку (пізніше у Маямі). Протягом 1923—1925 років очолювала товариство «Жіночу громаду» в Нью-Йорку. З 1925 року — співзасновниця та голова відділу, у 1932—1943 роках — член Головної управи, заступниця голови Союзу українок Америки. Голова президії Першого Українського жіночого конгресу в США і Четвертої конференції Союзу українок Америки.
У 1931 році входила до редакційної колегії «Ювілейного Альманаху Української Жіночої Громади 1921—1931», перед тим у 1930 році опублікувала там статтю про свій арешт під час антирадянської демонстрації в Нью-Йорку. З 1947 року – в управі Жіночої секції Злученого україно-американського допомогового комітету. Фінансово підтримувала журнал «Наше життя», Український музей, видання третього тому збірника «Шляхами золотого Поділля», де опублікувала спогад «Мої рідні Микулинці — весняне місто мого дитинства».
У 1972 році приїжджала до Української РСР, відвідала Микулинці. У 1981 році, внеском у 1000 доларів США започаткувала фонд Союзу українок Америки імені Олени Лотоцької.
Померла у Вайтстауні 24 березня 1982 року. Похована на цвинтарі Святого Андрія у Саут-Баунд-Бруці.